# Kellia adamsi
Kellia adamsi is een tweekleppigensoort uit de familie van de Kelliidae. De wetenschappelijke naam van de soort is voor het eerst geldig gepubliceerd in 1868 door Angas.